# 나라분다 볼파크

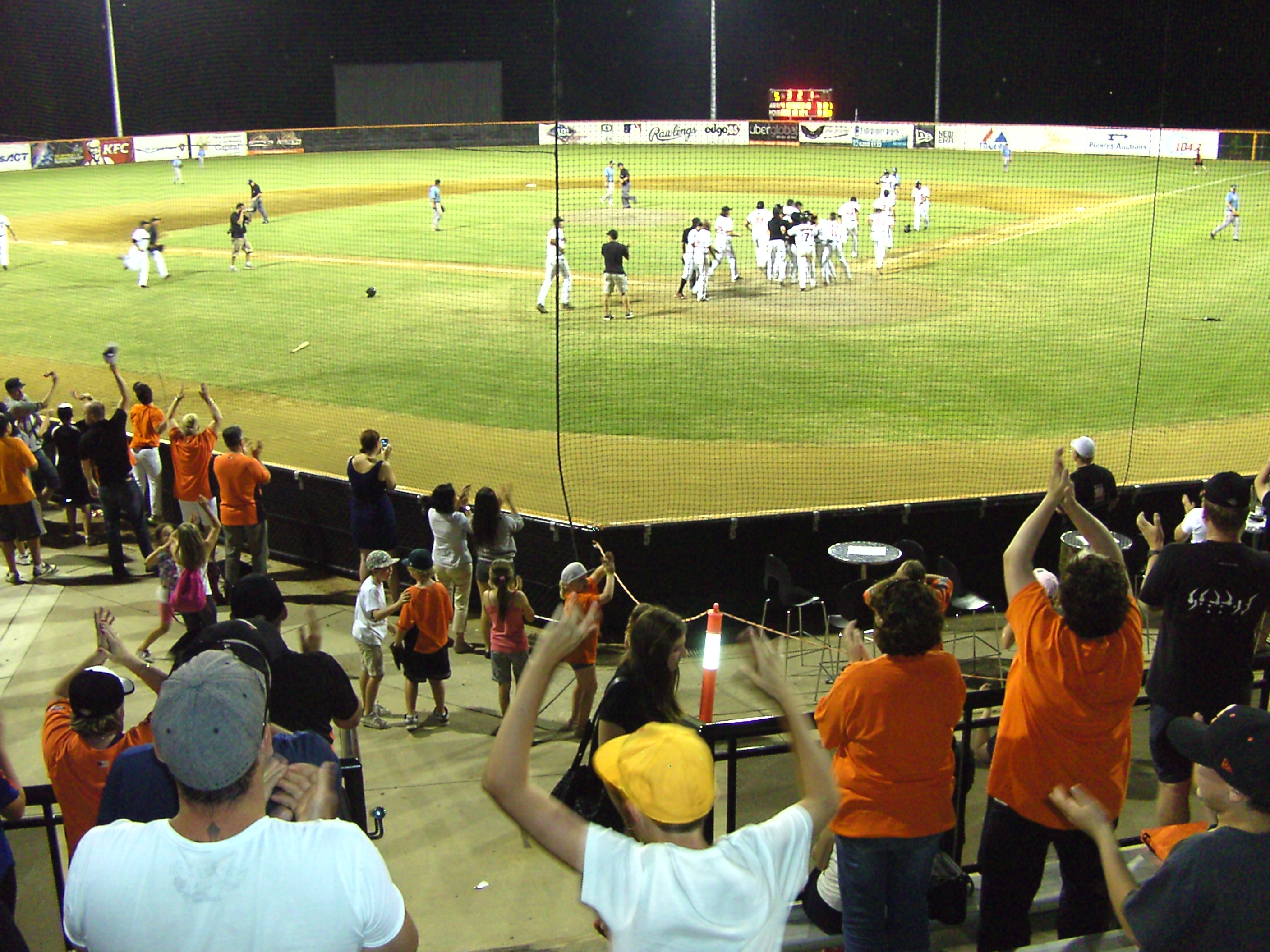

나라분다 볼파크(Narrabundah Ballpark)는 호주 ACT의 나라분다교외에 위치한 캔버라 남부에 위치한 2,250개좌석의 야구장이다. 이 야구단은 2010년에 호주 야구 리그의 캔버라 카발리에 의해 재활용되었다. 오스트레일리아 수도 특별 지역 정부는 140만달러의 개량 공사에 자금을 지원했다.

## 경기장 시설
2010년에는 미국 연방 교통 안전국이 캔버라 Cavally가 이 건축 회사를 위해 설립하고 ACT점수를 반영하기 위해 이 단지에 140만달러를 투자해 건설 업체인 C.5에 선정되었다.
나라분 다 볼파크 단지는 세개의 들판으로 이루어져 있다. TheFort의 제1필드는 캔버라 Cavally가 L/L에서 사용하고 있으며 그 치수는 좌우100m, 중앙펜스120m이다. 이 야구장은 풀 사이즈의 듀공, 방송 표준 조명, 지붕이 있는 스탠드 스탠드, 추가적인 표백제 시트, 가뭄 내성이 강한 잔디, 최첨단 관개 장비 상태, 전자식 점수판 및 안전 장구를 갖추고 있다. 제2구장은 국내에서 사용하기에 충분한 다이아몬드와 필드 조명을 갖추고 있다. 세번째 필드에도 다이아몬드가 가득 차 있지만 빛이 없다.
2012년 ACT정부는 선거에서, 재선될 경우, 추가적인 야구장 업그레이드에 드는 비용으로 5백만달러를 더 지출하기로 했다. 그 제안에 따르면 그 돈은 2014년에서 17일 사이에 3년 동안 사용될 것이다. 업그레이드에는 새로운 스탠드 , 향상된 플레이어 및 공공 편의 시설, 향상된 구내 및 소매점, 기준선과 기준선을 따른 필드 재정렬, 공공 접근 및 주차 공간 개선 등이 포함될 수 있다.
ACT정부는 정부가 세계적인 수준의 야구장을 건설하고 운영하기 위해 더 많은 지식과 이해를 추구하는 동안, ACT정부는 텍사스주 오스틴에 있는 Dell다이아몬드 야구장으로 옮겼다.
2016년 5월 28일, 나라분다볼파크의 2단계 재개발을 위한 자금 지원은 ACT정부에 의해 발표되었다. 2016년에서 17일까지의 지상 예산에서 450만달러를 지출하게 될 것으로 예상된다.업그레이드는 좌석 교체, 화장실, 음식 판매점과 같은 시설의 개선을 포함하며, 좌석을 교체하는 그랜드 스탠드로의 확장을 포함한다.

## 주요 용도
나라분 다 볼파크는 주로 호주 야구 리그 캔버라 카발리의 홈 경기장으로 사용되고 있으며, 주니어 및 시니어 경기에서도 쓰인다 마찬가지다. 캔버라 야구의 모든 지하 4층, 10층, 소셜 리그 경기가 이 공단 주변에서 열리고 있는 한편, A-그레이드는 평일 밤에 이 제2구장을 활용하고 있다.

## 이벤트 기록
2012~2013년 ABL챔피언십 시리즈
이구장은 2012-13년에 ABL에서 세 게임 챔피언십 시리즈 중 최고의 경기를 개최했다. 캔버라 카발리는 골트 히트를 쳐서 에이치엘 챔피온스의 왕관을 쓸 권리를 찾았다. 이 시리즈와 이에 따르면, 포트는 호주 폭스 스포츠에 생중계되었으며 전 세계적으로 4천만명의 가정이 살 수 있는 40개 이상의 국가에서 살고 있다.
2013년 2월 8일, 2,013명의 관중들이 첫번째 경기를 보기 위해 모여들었고 캔버라 카발리가 6-4로 이기고 1시리즈 선두를 차지했다고 주장했다.
2013년 2월 9일 캔버라가 이날 오전 7-6으로 앞서 열린 미국 여자 프로 골프(ACT)투어 첫 승 기록(사상 첫 승)에서 퍼스를 꺾고 2012-13시리즈 우승을 차지했다.

## 기록
역대 최고 인원:2,043명(캔버라 Cavallyvs퍼스 히트, 2013년 2월 9일, ABL 챔피언십 시리즈:게임 2)